# Morfars hällen
Morfars Hällen är skär i Åland (Finland). De ligger i den nordöstra delen av landskapet, 70 km nordost om huvudstaden Mariehamn.
Terrängen runt Morfars Hällen är mycket platt. Trakten är glest befolkad. Närmaste större samhälle är Brändö, 13,7 km sydost om Morfars Hällen. 